# Desmodoridae
Desmodoridae é uma família de nematóides pertencentes à ordem Desmodorida.

## Géneros
Géneros:
- Acanthopharyngoides Chitwood, 1936
- Acanthopharynx Marion, 1870
- Adelphos Ott, 1997